# Doubravice (Moravičany)

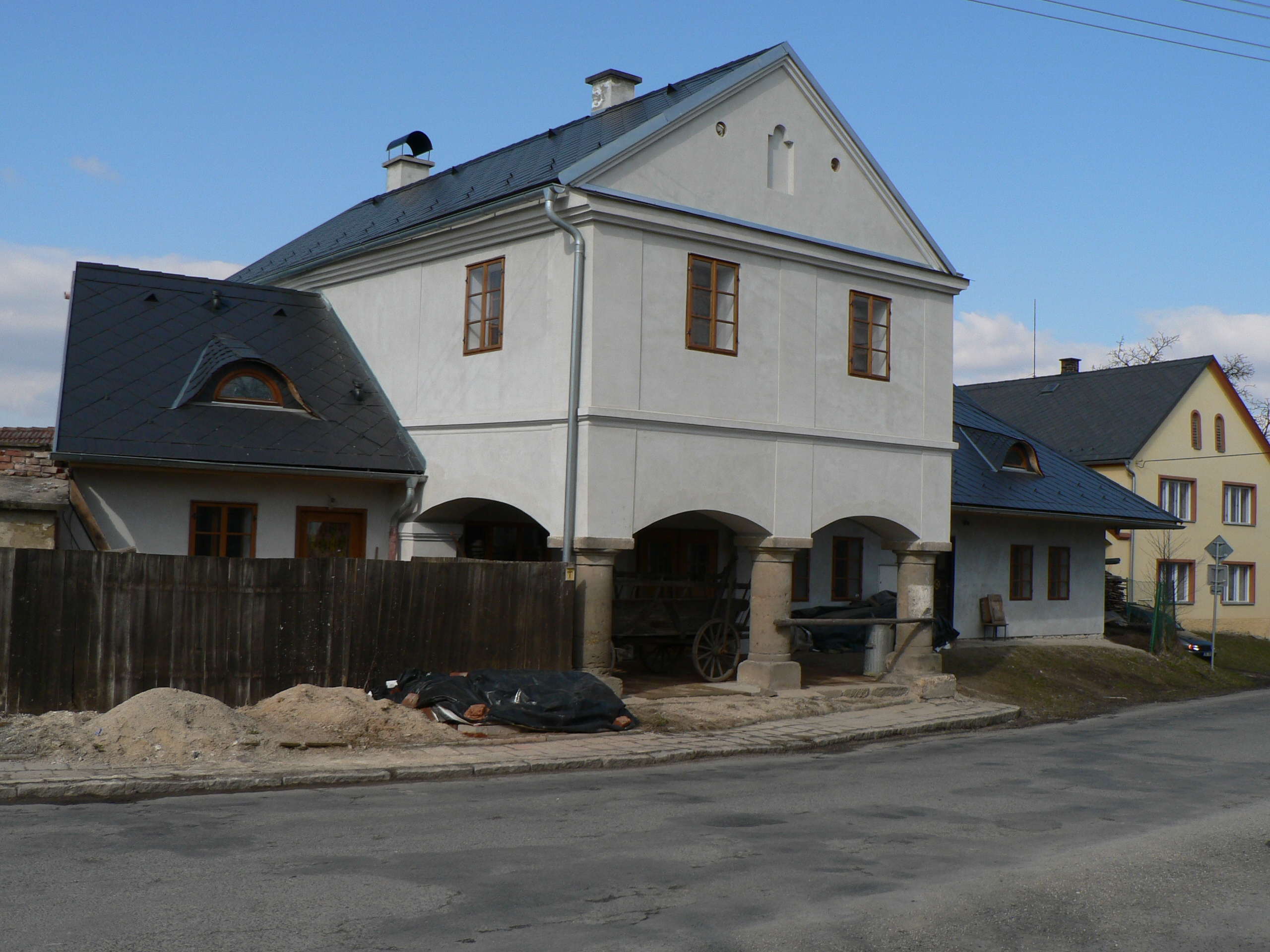
Bývalá kovárna s podloubím z poloviny 19. století

Doubravice (hanácky Dóbravice, německy Doubrawitz/Daubrawitz/Doubrawicz) je součástí obce Moravičany v okrese Šumperk.
Symbolem vsi Doubravice jsou dvě ryby, z čehož je zřejmé, že významnou obživou dávných obyvatel této obce byl rybolov a rybníkářství. Symbol vsi je v současnosti vyobrazen ve znaku obce Moravičany, ke které patří.

## Historie
První písemná zmínka o obci pochází z roku 1349.
1000 př. Kr. Na pravém břehu řeky Moravy, těsně pod jejím soutokem s řekou Třebůvkou, v nadmořské výšce 250 m n. m. na rozloze 350 ha, je již od dávných dob usazena obec, později zvaná Doubravice. Název pravděpodobně vznikl od blízkého lesa - Doubrava. Ke vzniku obce se pojí také pověst O Doubravákovi z Doubravy, který tuto ves založil. Archeologické nálezy dokazují, že tato oblast byla osídlena již v mladší době kamenné a to kočovným obyvatelstvem považovaným za první Indoevropany.
4. st. př. Kr. Mezi Doubravicí a Lošticemi dokazují archeologické výzkumy existenci keltského osídlení.
3. st. po Kr. Archeologické nálezy dokazují krátkodobé osídlení germánských kmenů. Existovala zde osada.
6. - 8. st. po Kr. Z této doby jsou dochovány zbytky staroslovanské osady z doby před Velkomoravskou říší. Zdejší kraj osídloval lid popelnicových polí. Výzkumy prováděl ve 20. století dr. Nekvasil.
1131 Ves údajně založena kolonisty.
1235 Holač z Doubravice je jako majitel vsi.
1299 - 1301 Poprvé zmiňován majitel zdejší tvrze Protiva ze Zábřeha, Vildenberka a Doubravice.
1349 První oficiální písemná zmínka o vsi Doubravice.
1382 První oficiální písemná zmínka o zdejší tvrzi. Tehdejší tvrz stávala ve východní části obce zvané Prchov. Držitelem je Hynek ze Žeranovic.
1464 Doubravici vlastní Jan Bítovský ze Slavíkovic. V letech 1464 - 1624 ves vlastnil rod Bítovských. Náhrobky tohoto rodu se dochovaly v interiéru kostela sv. Jiří v blízkých Moravičanech.
1642 Celá ves zničena nájezdy švédských vojsk.
1669 Držiteli Doubravice jsou od tohoto roku olomoučtí kartuziáni. V roce 1782 císař Josef II. kartuziánský řád zrušil.
1773 Postavena barokní socha sv. Jana Nepomuckého sochařem Janem Michaelem Scherhaufem.
1807 Zmiňována barokní přestavba zámku v Doubravici ve zdejší částí Zámčí.
1869 - 1876 V Doubravici zřízen vyšší hospodářský vyučovací ústav. Studovali zde žáci z Čech, Moravy, Slezska, Polska a Německa. Tou dobou bývalo v Doubravici veselo. Studenti se bavili v obci i blízkém okolí a došlo nakonec ke zrušení školy - prý pro neplechy, opilství a nemravnosti, které zde studenti páchali.
1881 Vyhořelo 34 stavení v obci včetně mlýna.
1894 Byla založena jednotřídní obecná škola v Doubravici.
1901 - 1945 V těchto letech zámek využíval poslední hraběcí rod Dubští z Třebomyslnic.
1902 Založen Odbor Národní jednoty (kulturní organizace).
1905 Byl založen hasičský sbor a od roku 1913 již měl vlastní zděnou zbrojnici. Dnešní SDH Doubravice.
1921 Na návsi odhalen památník obětí 1. světové války. Jsou zde uvedena jména 13 mužů pocházejících z Doubravice a Mitrovic.
1938 Došlo nejprve k záboru obce německými vojsky, ovšem později se ves společně s dalšími připojila k Protektorátu. Konaly se bouřlivé oslavy za podařené vymanění vsi z německého záboru a návratu zpět do republiky.
duben 1945 Na poli u hřbitova nouzově přistál německý pilot. Místní partyzáni letadlo zničili, přičemž riskovali německou pomstu, neboť za pár dní bylo nacisty vypáleno nedaleké Javoříčko.
8. 5. 1945 Doprostřed obce dopadl dělostřelecký granát, který usmrtil 5 mužů: Oldřich Jarolím, Vladimír Král st., Vladimír Král ml., Bohumil Blažek a Ondřej Sedlák. Na místě stojí dodnes pomník této tragédii.
1947 Celkem 39 rodin z Doubravice a Mitrovic odešlo do Mohelnice a okolí osídlit vylidněný kraj po odsunutých německých občanech.
1952 V Doubravici založeno JZD.
1975 Byla zrušeno zdejší škola.
1976 Obce Doubravice a Mitrovice byly připojeny k obci Moravičany.
V minulosti byla historie obce Doubravice spjata s historií doubravické tvrze a později doubravického zámku.

## Kulturní památky a pamětihodnosti
V katastru obce jsou evidovány tyto kulturní památky:
- Kovárna s podloubím čp. 36 - lidová architektura z 1. poloviny 19. století
- Socha sv. Jana Nepomuckého - sochařská práce z roku 1773 olomouckého sochaře Jana Michaela Scherhaufa.
- Smírčí kříž - památka ze 16. století
- Kromě těchto památek se ve vsi nalézá též zchátralý objekt zámku Doubravice

Další pamětihodnosti obce:
- Boží muka z roku 1858 u doubravického mlýna. Nechal vybudovat Josef Ambrož na místě mariánského dubu, kde býval obrázek Panny Marie.
- Kaple Nejsvětější Trojice na návsi, interiér vyzdoben lidovými malby Hané.
- Pomník obětem 1. světové války z roku 1921.
- Pomník obětem květnové tragédie roku 1945, kdy při dopadu dělostřeleckého granátu zahynulo 5 občanů.
- Kamenný kříž na návsi, postavil Tomáš Krejčíř v roce 1824.
- Kamenný kříž na hřbitově z roku 1927.
- Svatý obrázek slovanských věrozvěstů Cyrila a Metoděje při dolní cestě do Mitrovic. Zanikl, avšak v roce 2017 obnoven.
- Malá vodní elektrárna v prostorech bývalého mlýna.
- Venkovská usedlost č.p. 23 - lidová architektura z 19. století.
- Výzdoba hasičské zbrojnice a sálu kulturního domu lidovou malbou.

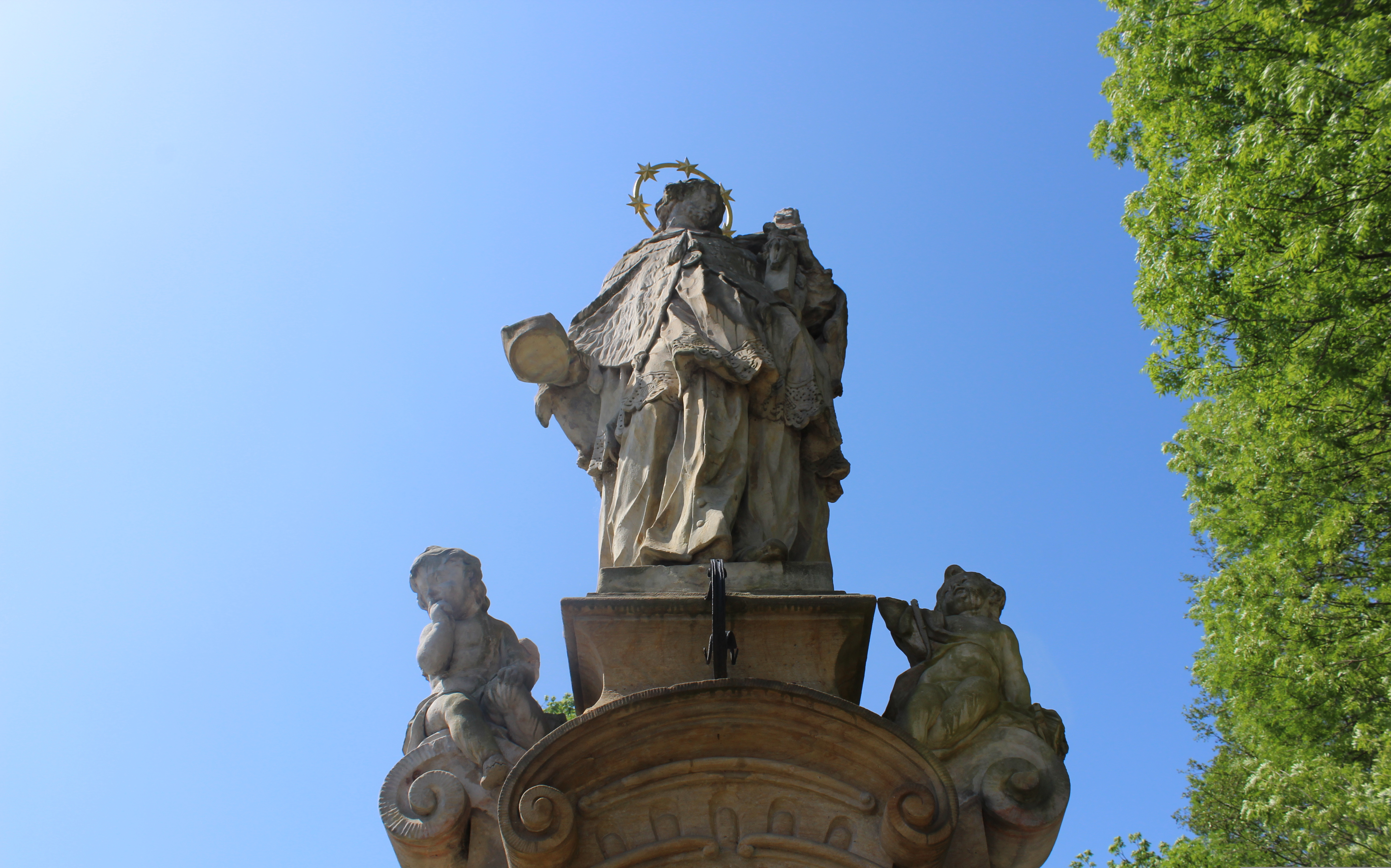
Socha sv. Jana Nepomuckého

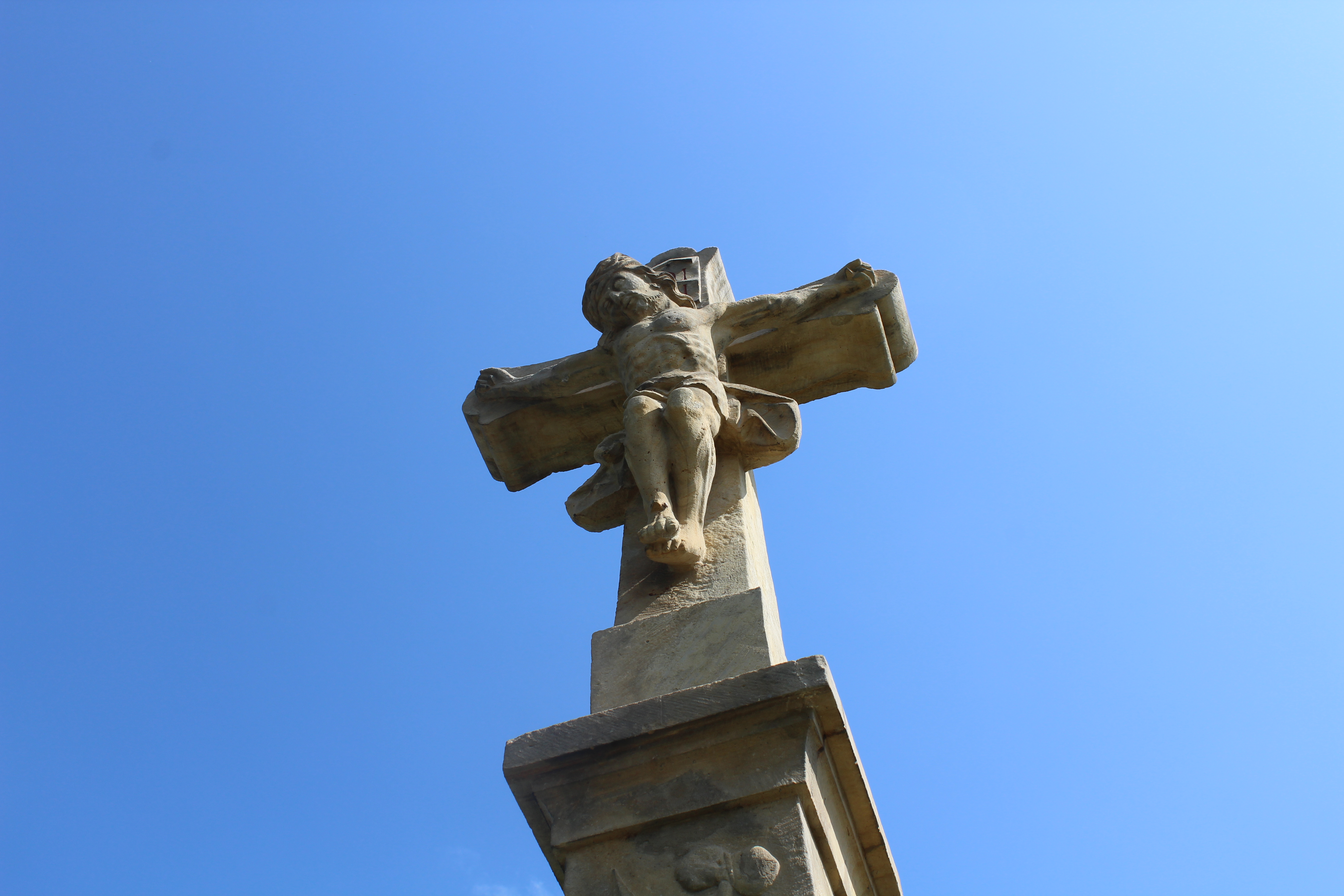
Kříž na návsi

- Pumpa Jáji a Páji z roku 2016.

## Osobnosti
Jedná se o osoby, které se v obci narodily, zemřely anebo zde nějakou dobu pobývaly. Osobnosti jsou řazeny podle roku narození.
- Josef Adalbert Pacher (1816–1871) místní rodák, syn doubravického učitele, vyhledávaný virtuos a skladatel klavírních koncertů, působil v Rakousku v a Německu, zemřel v Rakousku ve městě Gmunden.[7]

- Emanuel Kusý (1844–1905) místní rodák, byl moravský lékař a hygienik, organizátor zdravotní péče v Rakousku-Uhersku se zaměřením na prevenci nakažlivých onemocnění, od roku 1893 nositel titulu "rytíř z Dúbrav", zemřel ve Vídni.[3]
- Anežka Hodinová-Spurná, roz. Zavadilová (1895–1963) místní rodačka, česká politička, funkcionářka Komunistické strany Československa a bojovnice za práva žen.
- Stanislav Havelka (1939–2018) místní rodák, scenárista proslulého dětského večerníčku Jája a Pája z roku 1986. Na doubravické návsi byla v roce 2016 na počest tohoto občana vystavěna pumpa Jáji a Páji.[8]

## Obyvatelstvo
| rok            | 1829 | 1854 | 1876 | 1890 | 1895 | 1900 | 1905 | 1930 | 1950 | 1970 | 1980 | 1991 |
| -------------- | ---- | ---- | ---- | ---- | ---- | ---- | ---- | ---- | ---- | ---- | ---- | ---- |
| počet obyvatel | 345  | 362  | 464  | 352  | 369  | 394  | 401  | 384  | 261  | 234  | 180  | 131  |

## Doubravická řemesla a podnikání ve 30. letech 20. stol.
Evžénie Petříková, Ladislav Seifert, bratři Tauberové - hostince, Richard Vytřísal - kolář, Ladislav Skřebský - kovář, Rudolf Seifert - mlynář, Josef Kulíšek - obuvník, Bohuslav Havlíček - smíšené zboží, František Ramert - trafika.

## Zajímavosti
Jihozápadně obce se nachází dvoudílný Doubravický rybník s ostrůvkem.